# 테고마스 2nd 라이브 테고마스의 사랑
《테고마스 2nd 라이브 테고마스의 사랑♥》(テゴマス 2nd ライブ テゴマスのあい♥ 테고마스 2nd 라이브 테고마스노아이[*])는 테고마스의 2번째 라이브 비디오 음반이다.

## 개요
- 초회·통상 모두 수록 내용은 같지만, 초회반만 52P 스페셜 북 패키지 사양이다.
- 또, 추가 공연 〈속·테고마스의 사랑♥〉으로부터 3곡과 투어 다큐멘터리가 수록되어 있다.

## 수록 내용

### DISC1
※APPROX.130min.
1. 音色 / 음색
2. ら・ら・桜 / 라 라 벚꽃
3. キミ+ボク=LOVE? / 너+나=LOVE?
4. ミソスープ / 미소수프
5. Chocolate
6. What's going on?
7. もしも、この世界から○○がなくなったら / 만약에, 이 세상에 ○○가 없어진다면
8. 片想いの小さな恋 / 짝사랑의 작은 사랑
9. アイアイ傘 / 같이 쓴 우산
10. はじめての朝 / 첫 아침
11. ケセナイ / 지우지 못한 (테고시 솔로)
12. みんながいる世界をひとつに愛をもっとGive&Takeしましょう / 모두가 있는 세상을 하나로 사랑을 좀 더 Give&Take합시다 (마스다 솔로)
13. 僕のシンデレラ / 나의 신데렐라
14. MC
15. Chu Chu Chu!
16. パスタ / 파스타
17. はなむけ / 이별하는 사람에게 주는 선물
18. ぼくらの空 / 우리의 하늘
19. HIGHWAY
20. チーター ゴリラ オランウータン / 치타 고릴라 오랑우탄

### DISC2
※APPROX.104min.
1. 夜は星をながめておくれ / 밤엔 별을 올려다봐줘
2. キッス～帰り道のラブソング～ / 키스~돌아오는 길의 러브송~
3. チキンボーヤ / 서툰 소년

속·테고마스의 사랑♥
- ただいま、おかえり / 다녀왔습니다, 어서 와
- 僕のシンデレラ / 나의 신데렐라
- アイノナカデ / 사랑 안에서 (CD 미발표)

테고마스의 사랑의 뒷모습 -Tour Documentary-